# Пивишное
Пи́вишное — деревня Мокроусовского района Курганской области.

## География
Расположено на западном берегу озера Пивишное (Пивкино, Пьявошное) в 14 км. к югу от с. Мокроусово.

## Историческая справка
Деревня Пивишна входила в состав Лапушинской волости Курганского округа (уезда) Тобольской губернии.
В начале Гражданской войны в Пивишном была установлена белогвардейская власть.
28 августа 1919 года 264-й Верхнеуральский полк красных занял дд. Лапушки, Бол. Песьяное, Пившино.
20 сентября 1919 года, части красной 2-я бригада Н.Д. Томина, находившейся на левом фланге 30-й дивизии, оставив позиции у с. Нижнеманайское, стали отходить на берега реки Кизак. 24 сентября 1919 года белые перешли в наступление на всем фронте красной 30-й дивизии. 2-й Уральский кавдивизион красных прикрывал правый фланг в промежутке д. Пороги — д. Лапушки, 26 сентября 1919 года 2-й Уральский кавдивизион отступил на линию д. Богданово — с. Мостовское — д. Капарулино.
К исходу 23 октября 1919 года части белой 12-й Уральской дивизии, Отдельный Учебный морской батальон, 3-я Оренбургская казачья бригада и Златоустовско-Красноуфимская партизанская бригада, прикрываемая уфимскими кавалеристами, отступали на д. Лапушки. 24 октября красный 264-й Верхнеуральский полк с 4-й Верхнеуральской батареей, после перестрелки занял д. Лапушки, потеряв убитым красноармейца Фатахетдинова и дезертировавшего красноармейца Абдрахманова. 26 октября 264-й Верхнеуральский полк занял с. Куртан.

## Население
| 1893 | 1912 | 1926 | 1989 | 2002 | 2004 | 2010 |
| ---- | ---- | ---- | ---- | ---- | ---- | ---- |
| 571  | ↗750 | ↗808 | ↘131 | ↘120 | ↘117 | ↘94  |

В 1926 году население деревни Пивишное составило 808 чел., в т.ч. русских 802 чел., цыган 6 чел.
В 2004 году в деревне проживало 117 чел.

## Достопримечательности
В деревне в 1973 году установлен четырехгранный металлический обелиск, увенчанный красной звездой. На нем размещены списки погибших земляков (81 чел.), изображен орден Победы, дата «1941 – 1945». Обелиск огорожен забором.